# Francisco Rojas Villegas
Francisco Rojas Villegas (Santiago, 14 de junio de 1909-Ibíd., 18 de diciembre de 1993) fue un médico, académico, investigador y político chileno. Se desempeñó como ministro de Estado —en la cartera de Salud Pública— durante el gobierno del presidente Jorge Alessandri entre 1963 y 1964.

## Familia y estudios
Nació en Santiago de Chile el 14 de junio de 1909, hijo de Francisco Rojas Echiburu y Elena Villegas. Realizó sus estudios primarios y secundarios en el Liceo Alemán de Santiago, egresando en 1928. Continuó los superiores en la Escuela de Medicina de la Universidad de Chile, titulándose como médico cirujano en 1936.
Se casó en su lugar natal el 4 de diciembre de 1937 con María Patricia Palma Carrasco, con quien tuvo dos hijos.

## Carrera profesional
En el ámbito profesional, se dedicó a ejercer como cardiólogo, fue ayudante del Servicio del profesor Rodolfo Armas Cruz, y ocupó el puesto de jefe del servicio de cardiología del Servicio Médico Nacional de Empleados. Se le considera uno de los iniciadores de la cirugía cardiaca de la estenosis mitral, de algunas cardiopatías congénitas del adulto y creador de la primera unidad coronaria de su país. Además, figura como uno de los fundadores y conductores de la Fundación de Cardiología.
Fue miembro de número de la Academia de Ciencias desde 1985. Dos años después fue nombrado Maestro de la Medicina Chilena y, dos años más tarde, Maestro de la Cardiología Chilena.
También fue distinguido como profesor emérito de la Universidad de Chile en 1991, en reconocimiento a su extensa y prolífica labor como docente e investigador en cirugía cardiaca en la Escuela de Medicina de esa casa de estudios.

## Carrera política
Políticamente independiente, el 26 de septiembre de 1963, fue nombrado por el presidente Jorge Alessandri como titular del Ministerio de Salud Pública, asumiendo el cargo en reemplazo de Benjamín Cid, y en el que mantuvo hasta el fin de la administración el 3 de noviembre de 1964.
Entre otras actividades, fue miembro del Country Club y del Automóvil Club de Chile. Falleció en Santiago el 18 de diciembre de 1993, producto de padecer una larga enfermedad, a los 84 años de edad.

## Obra escrita
Fue autor de las siguientes obras:
- Contribución al estudio del metabolismo del corazón, 1936.
- La ligadura venosa en la prevención de la embolia pulmonar, 1949.
- Cardiología para el médico general, 1977.